# Andrew Graham (Bischof)
Andrew Alexander Kenny Graham (* 7. August 1929; † 9. Mai 2021) war ein britischer anglikanischer Theologe. Er war von 1981 bis 1997 Bischof von Newcastle in der Church of England.

## Leben
Graham verbrachte seine Schulzeit in Tonbridge. Er studierte am renommierten St. John’s College der Universität Oxford. Nach dem anschließenden Studium am Theologischen College in Ely wurde er 1956 zum Priester geweiht. Nach einer ersten Vikarsstelle in Hove wurde er Lecturer am Worcester College in Oxford. Er war Leiter des Theologischen College in Lincoln. Von 1970 bis 1977 war er Residenzkanoniker (Residentiary Canon) und Mitglied des Domkapitels der Lincoln Cathedral. Von 1975 bis 1977 war er Mitglied der Generalsynode der Church of England. 1977 wurde er zum Bischof geweiht. Von 1977 bis 1981 war er Suffraganbischof von Bedford.
Am 21. Mai 1981 wurde er als Nachfolger von Ronald Bowlby zum Bischof von Newcastle ernannt und am 29. Juni 1981 durch Königin Elisabeth II. in dieses Amt eingesetzt. Ende Juni 1997 ging er in den Ruhestand; sein Nachfolger wurde Martin Wharton. In seinem Ruhestand ab 1997 war er als ehrenamtlicher Assistenz-Bischof (Honorary Assistant Bishop) in der Diözese Carlisle tätig.

## Mitgliedschaft im House of Lords
Graham gehörte in seiner Eigenschaft als Bischof von Newcastle von August 1985 bis Juni 1997 als Geistlicher Lord dem House of Lords offiziell an. Seine Antrittsrede hielt er am 26. Februar 1986. Im Hansard sind Wortbeiträge Grahams aus den Jahren von 1986 bis 1996 dokumentiert. Im November 1996 meldete er sich im House of Lords zuletzt zu Wort. Seine Mitgliedschaft im House of Lords endete mit seinem Ruhestand als Bischof von Newcastle im Juni 1997.